# Potentilla tornezyana
Potentilla tornezyana är en rosväxtart som beskrevs av René Charles Maire. Potentilla tornezyana ingår i Fingerörtssläktet som ingår i familjen rosväxter. Inga underarter finns listade i Catalogue of Life.